# Goldmania bella
El colibrí pirreño, colibrí del Pirre o tucusito de frente roja (Goldmania bella) es una especie de ave apodiforme de la familia Trochilidae —los colibríes— una de las dos pertenecientes al género  Goldmania, anteriormente situada en un género monotípico Goethalsia. Es nativa del extremo oriental de América Central y extremo noroccidental de América del Sur.

## Distribución y hábitat
Se encuentra en una muy pequeña región del este de Panamá y en el noroeste adyacente de Colombia. En Panamá está reportada en varias serranías del este de Darién: cerro Sapo, serranía de Jingurudó y cerro Pirre. En Colombia se da en el extremo noroeste del Chocó, apenas en la frontera con Panamá.
Dentro de su restringida área de distribución, esta especie puede ser muy común a poco común, en su hábitat natural:  el sotobosque del bosque montano húmedo y el borde del bosque. En altitudes entre 600 y 1650 m unque en la ladera oriental del cerro Pirre es más común entre 1100 a 1275 m.

## Descripción
Alcanza en promedio una longitud de unos 8,9 cm. El pico mide alrededor de 1,3 cm de largo. Presenta dimorfismo sexual. La frente y la parte delantera de las mejillas del macho son de color castaño rojizo (rufo). La corona, la nuca y el dorso son de color verde metálico. La cola es color ante acanelado con plumas centrales verdes. La parte inferior cuerpo del macho es principalmente verde brillante pero presenta color canela en la barbilla y la garganta y además, un mechón plumas curvadas blancas bajo la cola. La hembra presenta pecho blanco y el resto de la parte inferior es de color canela a ante brillante con matices verdes únicamente a los lados. La parte superior de la hembra es como en el macho de color verde brillante, pero la frente también es verde.

## Alimentación
Generalmente permanece solitario en el sotobosque, alimentándose del néctar de las flores, principalmente de las plantas del género Cephaelis.

## Estado de conservación
El colibrí del Pirre ha sido calificado como casi amenazado por la Unión Internacional para la Conservación de la Naturaleza (IUCN) debido a su mínima zona de distribución y en pocas localidades; sin embargo, su hábitat permanece inalterado en su mayor parte y no se presume que su población, todavía no cuantificada, esté decayendo actualmente.

## Sistemática

### Descripción original
La especie G. bella fue descrita por primera vez por el ornitólogo estadounidense Edward William Nelson en 1912 bajo el nombre científico Goethalsia bella; su localidad tipo es: « Cana, 2000 pies, Panamá».

### Etimología
El nombre genérico femenino «Goldmania» conmemora al zoólogo y recolector estadounidense Edward Alphonso Goldman (1873–1944); y el nombre de la especie «bella» proviene del latín «bellus» que significa ‘hermoso’, ‘bello’.

### Taxonomía
Desde su descripción original, esta especie estuvo colocada en un género monotípico Goethalsia, descrito en la misma publicación, hasta que los estudios filogenéticos de McGuire et al. (2014) descubrieron que es hermana de Goldmania violiceps. Sobre esta base, y como Goldmania tiene prioridad, fue sugerida su transferencia para ese género, lo que fue reconocido por el Comité de Clasificación de Sudamérica (SACC) en la Propuesta No 780, y adoptado por las principales clasificaciones. Es monotípica.